# Диавара, Исмаэль
Исмаэль Диарра Диавара (фр. Ismael Diarra Diawara; род. 11 ноября 1994, Эребру) — малийский и шведский футболист, вратарь клуба «Мальмё» и национальной сборной Мали.

## Клубная карьера
Является воспитанником клуба «Рюннинге», в котором в 2011 году начал взрослую карьеру и отыграл 32 матча во втором шведском дивизионе. В феврале 2014 года он присоединился к «Форварду», представляющему первый дивизион. Затем выступал за норвежский «Йёвик-Люн», а также шведские «Ландскруну» и «Муталу».
27 января 2018 года Диавара перешёл в «Дегерфорс», где подписал двухлетний контракт. Первую игру за новый клуб провёл 3 ноября 2018 года в Суперэттане против «Ефле». По итогам 2020 года вместе с клубом занял вторую строчку в турнирной таблице и вышел в Алльсвенскан. 12 апреля 2021 года в первому туре дебютировал в чемпионате Швеции в матче с АИК.
11 августа 2021 года стал игроком «Мальмё», где подписал контракт на полтора года с возможностью продления ещё на один. В его составе дебютировал 24 августа 2021 года в матче раунда плей-офф Лиги чемпионов против болгарского «Лудогорца», заменив на 40-й минуте получившего травму Юхана Далина.

## Карьера в сборной
В августе 2021 года впервые был вызван в национальную сборную Мали на сентябрьские матчи отборочного турнира к чемпионату мира. Дебютировал за сборную 14 ноября в домашней игре со сборной Уганды, завершившейся минимальной победой малийцев.
В декабре 2021 года попал в окончательную заявку сборной Мали на Кубок африканских наций в Камеруне, но в матчах турнира участия не принимал.

## Достижения
«Дегерфорс»
- Серебряный призёр Суперэттана: 2020

«Мальмё»
- Чемпион Швеции: 2021

## Клубная статистика
| Выступление      | Выступление      | Выступление      | Лига | Лига | Кубки | Кубки | Конт. кубки | Конт. кубки | Итого | Итого |
| Клуб             | Лига             | Сезон            | Игры | Голы | Игры  | Голы  | Игры        | Голы        | Игры  | Голы  |
| ---------------- | ---------------- | ---------------- | ---- | ---- | ----- | ----- | ----------- | ----------- | ----- | ----- |
| Рюннинге         | Дивизион 2       | 2011             | 4    | -7   | 0     | 0     | 0           | 0           | 4     | -7    |
| Рюннинге         | Дивизион 2       | 2012             | 6    | -11  | 1     | -2    | 0           | 0           | 7     | -13   |
| Рюннинге         | Дивизион 2       | 2013             | 22   | -28  | 1     | -1    | 0           | 0           | 23    | -29   |
| Рюннинге         | Итого            | Итого            | 32   | -46  | 2     | -3    | 0           | 0           | 34    | -49   |
| Форвард          | Дивизион 1       | 2014             | 25   | -36  | 0     | 0     | 0           | 0           | 25    | -36   |
| Форвард          | Итого            | Итого            | 25   | -36  | 0     | 0     | 0           | 0           | 25    | -36   |
| Йёвик-Люн        | Второй дивизион  | 2015             | 24   | -43  | 3     | -3    | 0           | 0           | 27    | -46   |
| Йёвик-Люн        | Итого            | Итого            | 24   | -43  | 3     | -3    | 0           | 0           | 27    | -46   |
| Ландскруна       | Дивизион 1       | 2016             | 10   | -11  | 0     | 0     | 0           | 0           | 10    | -11   |
| Ландскруна       | Итого            | Итого            | 10   | -11  | 0     | 0     | 0           | 0           | 10    | -11   |
| Мутала           | Дивизион 2       | 2017             | 26   | -41  | 0     | 0     | 0           | 0           | 26    | -41   |
| Мутала           | Итого            | Итого            | 26   | -41  | 0     | 0     | 0           | 0           | 26    | -41   |
| Дегерфорс        | Суперэттан       | 2018             | 2    | -1   | 2     | -2    | 0           | 0           | 4     | -3    |
| Дегерфорс        | Суперэттан       | 2019             | 30   | -34  | 1     | -2    | 0           | 0           | 31    | -36   |
| Дегерфорс        | Суперэттан       | 2020             | 21   | -23  | 0     | 0     | 0           | 0           | 21    | -23   |
| Дегерфорс        | Алльсвенскан     | 2021             | 13   | -23  | 2     | 0     | 0           | 0           | 15    | -23   |
| Дегерфорс        | Итого            | Итого            | 66   | -81  | 5     | -4    | 0           | 0           | 71    | -85   |
| Мальмё           | Алльсвенскан     | 2021             | 3    | -3   | 0     | 0     | 4           | -10         | 7     | -13   |
| Мальмё           | Алльсвенскан     | 2022             | 0    | 0    | 0     | 0     | 0           | 0           | 0     | 0     |
| Мальмё           | Итого            | Итого            | 3    | -3   | 0     | 0     | 4           | -10         | 7     | -13   |
| Всего за карьеру | Всего за карьеру | Всего за карьеру | 186  | -261 | 10    | -10   | 4           | -10         | 200   | -281  |

## Статистика в сборной
| Матчи и пропущенные голы Исмаэля Диавара за национальную сборную Мали | Матчи и пропущенные голы Исмаэля Диавара за национальную сборную Мали | Матчи и пропущенные голы Исмаэля Диавара за национальную сборную Мали | Матчи и пропущенные голы Исмаэля Диавара за национальную сборную Мали | Матчи и пропущенные голы Исмаэля Диавара за национальную сборную Мали | Матчи и пропущенные голы Исмаэля Диавара за национальную сборную Мали |
| №                                                                     | Дата                                                                  | Оппонент                                                              | Счёт                                                                  | Голы                                                                  | Соревнование                                                          |
| --------------------------------------------------------------------- | --------------------------------------------------------------------- | --------------------------------------------------------------------- | --------------------------------------------------------------------- | --------------------------------------------------------------------- | --------------------------------------------------------------------- |
| 1                                                                     | 14 ноября 2021                                                        | Уганда                                                                | 1:0                                                                   | 0                                                                     | Отборочные матчи ЧМ-2022                                              |

Итого:1 матч и 0 пропущенных голов; 1 победа, 0 ничьих, 0 поражений.